# Zboiu
Zboiu – wieś w Rumunii, w okręgu Giurgiu, w gminie Greaca. W 2011 roku liczyła 343 mieszkańców.